# Pedologija
Pedologija (ruski: Педология, od grčkog pedon = tlo, zemlja), je znanost o tlu njegovom sastavu i oblicima. Ona se bavi genezom, morfologijom, klasifikacijom i distribucijom tla.
Tlo nije samo potpora za vegetaciju, nego je i zona ('pedosfera') brojnih interakcija između klime (voda, zrak, temperatura), života u tlu (mikroorganizmi, biljke, životinje) i njegovih ostataka, mineralnog materijala od izvornih i dodanih stijena, te njegova položaja u krajobrazu. Tijekom njegove formacije i geneze, profil tla polagano se produbljuje i razvija karakteristične slojeve nazvane 'horizonti', dok se približava sigurnom stanju ravnoteže.
Korisnici tla (poput poljoprivrednika) u početku nisu pokazivali veliku brigu za dinamiku tla. Gledali su na tlo kao sredstvo čija su kemijska, fizička i biološka svojstva bila korisna za službu poljoprivredne produktivnosti. U drugu ruku, pedolozi i geolozi nisu se u početku usredotočili na poljoprivredne primjene karakteristika tla (edafična svojstva) već nad njegovim odnosom prema prirodi i povijesti krajobraza. Danas postoji integracija dva disciplinarna pristupa kao dio znanosti o krajobrazu i okolini.
Pedolozi se sada također zanimaju za praktične primjene dobro shvaćenih pedogenetskih procesa (evolucija i funkcioniranje tala), poput interpretiranja njegove povijesti okoline i predviđanja posljedica promjena u zemljišnoj upotrebi, dok poljoprivrednici shvaćaju da je kultivirano tlo složeno sredstvo koje je često rezultiralo kroz nekoliko tisuća godina evolucije. Oni shvaćaju da je trenutna ravnoteža krhka i da samo čitavo poznavanje njezine povijesti čini mogućim osiguravanje održive upotrebe.

## Podjela pedologije

### Meliorativna pedologija
Meliorativna pedologija je dio pedologije koji se bavi pitanjima temeljite izmjene i poboljšanja tla vodeći računa o individualnosti svakog područja. Ukazuje na problem i daje potrebne parametre vezane uz tlo (kako bi građevinski inženjeri osmislili hidrotehničke mjere u sklopu hidrotehničkih melioracija.

## Pedogenetski faktori
U pedogenetske faktore spadaju kao osnovni: matrični supstrat, klima, organizmi, vrijeme, reljef. Kao osnovne postavio ih je ruski osnivač moderne genetičke pedologije Vasilij Dokučajev.

## Pedogenetski procesi
Pedogenetski procesi su skup pedogenetskih faktora koji međusobno djeluju na promjene u tlu i utječu na stvaranje novih razvijenijih vrsta tla. Međusobno djeluju jedan na drugog i i zajednički utječu na stvaranje tla ali se ne mogu zamijeniti.

## Pedološka klasifikacijatla
- Automorfna tla
- Hidromorfna tla
- Halomorfna tla
- Suphidratična tla

## Slavni pedolozi
- Olivier de Serres
- Bernard Palissy
- Vasilij Dokučajev
- E. W. Hilgard
- Hans Jenny

## Vanjske poveznice
- Pedologija Hrvatska tehnička enciklopedija, portal hrvatske tehničke baštine. LZMK